# Czersk Świecki (przystanek kolejowy)
Czersk Świecki – przystanek kolejowy w Czersku Świeckim, w powiecie świeckim, w województwie kujawsko-pomorskim.

## Ruch pasażerski
| Rok  | Wymiana pasażerska na dobę |
| ---- | -------------------------- |
| 2017 | 0-9                        |
| 2022 | 0-9                        |